# Уряд Діка Схофа
Уряд Діка Схофа (нід. Kabinet-Schoof) — сімдесят другий уряд Нідерландів, який було сформовано 2 липня 2024 року, сім місяців після парламентських виборів у листопаді 2023 року. Очолює уряд Дік Схоф, безпартійний політик та держслужбовець, який був генеральним секретарем Міністерства юстиції та безпеки з 2020 по 2024 роки, до свого призначення на посаду премʼєра.

## Формування
16 травня, після семи місяців переговорів щодо формування нового уряду, під керівництвом інформаторів Елберта Дейкграафа та Ріхарда ван Звола, чотири партії: Партія свободи, Народна партія за свободу і демократію, Новий суспільний договір та Фермерсько-громадянський рух, досягли коаліційної угоди під назвою «Надія, мужність та гордість». Партії домовились про створення позапарламентського уряду, який був визначений урядом з більшою дистанцією від парламентських груп у Палаті представників. 11 червня партії домовились про кандидатів та розподіл міністерських посад. Членами уряду стали 29 осіб, така ж кількість як і в попередньому уряді, 16 з яких є міністрами, інші 13 — державні секретарі. Було створено три нових міністерства: Міністерство притулку та міграції, Міністерство клімату та зеленого розвитку та Міністерство житлового будівництва та просторового планування.

## Склад
| Посада                                                                                      | Міністр           | Початок терміну | Кінець терміну | Партія | Партія       |
| ------------------------------------------------------------------------------------------- | ----------------- | --------------- | -------------- | ------ | ------------ |
| Прем'єр-міністр Міністр загальних справ                                                     | Дік Схоф          | 2 липня 2024    | чинний         |        | безпартійний |
| Міністри                                                                                    |                   |                 |                |        |              |
| Перша віцепрем'єр-міністерка Міністерка охорони здоров'я, добробуту та спорту               | Флер Агема        | 2 липня 2024    | чинна          |        | ПС           |
| Друга віцепрем'єр-міністерка Міністерка клімату та зеленого розвитку                        | Софі Германс      | 2 липня 2024    | чинна          |        | НПСД         |
| Третій віцепрем'єр-міністр Міністр соціальних справ та зайнятості                           | Едді ван Гейюм    | 2 липня 2024    | чинний         |        | НСД          |
| Четверта віцепрем'єр-міністерка Міністерка житлового будівництва та просторового планування | Мона Кейзер       | 2 липня 2024    | чинна          |        | ФГР          |
| Міністр закордонних справ                                                                   | Каспар Вельдкамп  | 2 липня 2024    | чинний         |        | НСД          |
| Міністерка без портфеля Міністерка зовнішньої торгівлі та розвитку співробітництва          | Ренет Клевер      | 2 липня 2024    | чинна          |        | ПС           |
| Міністр юстиції та безпеки                                                                  | Девід ван Віл     | 2 липня 2024    | чинний         |        | НПСД         |
| Міністерка внутрішніх справ і відносин з королівством                                       | Юдіт Айтермарк    | 2 липня 2024    | чинна          |        | НСД          |
| Міністр освіти, культури та науки                                                           | Еппо Брюїнс       | 2 липня 2024    | чинний         |        | НСД          |
| Міністр фінансів                                                                            | Елко Хейнен       | 2 липня 2024    | чинний         |        | НПСД         |
| Міністр оборони                                                                             | Рубен Брекельманс | 2 липня 2024    | чинний         |        | НПСД         |
| Міністр інфраструктури та водного господарства                                              | Баррі Мадленер    | 2 липня 2024    | чинний         |        | ПС           |
| Міністр економіки                                                                           | Дірк Бельяартс    | 2 липня 2024    | чинний         |        | ПС           |
| Міністерка сільського господарства, рибальства, продовольчої безпеки та природи             | Фемке Вірсма      | 2 липня 2024    | чинна          |        | ФГР          |
| Міністерка притулку та міграції                                                             | Марйолайн Фабер   | 2 липня 2024    | чинна          |        | ПС           |